# Campionato Sudamericano 1985 (hockey su pista)
Il campionato sudamericano di hockey su pista 1985 è stata la 15ª edizione del torneo di hockey su pista per squadre nazionali maschili sudamericane. Il torneo si è svolto in Cile a Santiago del Cile dal 26 al 28 maggio 1985.
A vincere il torneo fu l'Argentina per la nona volta nella sua storia precedendo in classifica il Cile.

## Formula
Il campionato Sudamericano 1985 fu disputato da quattro selezioni nazionali tramite la formula del girone all'italiana con gare di sola andata. Vennero attribuiti due punti per l'incontro vinto, uno per l'incontro pareggiato e zero in caso di sconfitta. La prima squadra classificata venne proclamata campione.

## Squadre partecipanti
| Pr. | Squadra   | Partecipazioni precedenti al torneo                                                |
| --- | --------- | ---------------------------------------------------------------------------------- |
| 1   | Argentina | 1956, 1959, 1963, 1966, 1967, 1969, 1971, 1973, 1975, 1977, 1979, 1981, 1984       |
| 2   | Brasile   | 1954, 1956, 1959, 1966, 1967, 1969, 1971, 1973, 1975, 1977, 1979, 1981, 1984       |
| 3   | Cile      | 1954, 1956, 1959, 1963, 1966, 1967, 1969, 1971, 1973, 1975, 1977, 1979, 1981, 1984 |
| 4   | Uruguay   | 1954, 1956, 1959, 1963, 1967, 1969, 1971, 1973, 1981, 1984                         |

Nota bene: nella sezione "partecipazioni precedenti al torneo" le date in grassetto indicano la squadra che ha vinto quell'edizione del torneo

## Svolgimento del torneo

### Classifica finale
| Pos. | Squadra   | Pt | G | V | N | P | GF | GS | DR  |
| ---- | --------- | -- | - | - | - | - | -- | -- | --- |
| 1.   | Argentina | 5  | 3 | 2 | 1 | 0 | 28 | 5  | +23 |
| 2.   | Cile      | 5  | 3 | 2 | 1 | 0 | 27 | 8  | +19 |
| 3.   | Brasile   | 2  | 3 | 1 | 0 | 2 | 31 | 6  | +25 |
| 4.   | Uruguay   | 0  | 3 | 0 | 0 | 3 | 1  | 68 | -67 |

### Risultati
| Santiago del Cile 26 maggio 1985 | Argentina | 2 – 1 | Brasile |  |

| Santiago del Cile 26 maggio 1985 | Cile | 19 – 1 | Uruguay |  |

| Santiago del Cile 27 maggio 1985 | Argentina | 4 – 4 | Cile |  |

| Santiago del Cile 27 maggio 1985 | Brasile | 27 – 0 | Uruguay |  |

| Santiago del Cile 28 maggio 1985 | Argentina | 22 – 0 | Uruguay |  |

| Santiago del Cile 28 maggio 1985 | Brasile | 3 – 4 | Cile |  |